# George Hochbrueckner
George Joseph Hochbrueckner (New York, 20 settembre 1938) è un politico statunitense, membro della Camera dei Rappresentanti per lo stato di New York dal 1987 al 1995.

## Biografia
Nato a New York, Hochbrueckner studiò alla Stony Brook University e all'Università statale della California di Northridge e prestò servizio militare nella marina. Successivamente lavorò come ingegnere elettronico per Litton Industries, Teledyne Technologies e Grumman.
Entrato in politica con il Partito Democratico, nel 1975 fu eletto all'interno dell'Assemblea generale di New York, la camera bassa della legislatura statale di New York, dove rimase per dieci anni.
Nel 1986 Hochbrueckner si candidò alla Camera dei Rappresentanti e venne eletto deputato. Fu riconfermato per altri tre mandati, finché nel 1994 fu sconfitto dall'avversario repubblicano Michael Forbes e lasciò il Congresso dopo otto anni di permanenza.